# ديكي مور (كاتب)
ديكي مور (بالإنجليزية: Dickie Moore)‏ (و. 1925 – 2015 م) هو كاتب، وكاتب غير روائي، وممثل مسرحي، وممثل أفلام، وشخصية أعمال، وكاتب سيناريو أمريكي، ولد في لوس أنجلوس، بدأ مشواره المهني سنة 1927، توفي عن عمر يناهز 90 عاماً، بسبب خرف.

## وصلات خارجية
- ديكي مور على موقع IMDb (الإنجليزية)
- ديكي مور على موقع ألو سيني (الفرنسية)
- ديكي مور على موقع ميوزك برينز (الإنجليزية)
- ديكي مور على موقع تيرنر كلاسيك موفيز (الإنجليزية)
- ديكي مور على موقع أول موفي (الإنجليزية)
- ديكي مور على موقع قاعدة بيانات برودواي على الإنترنت (الإنجليزية)
- ديكي مور على موقع قاعدة بيانات برودواي على الإنترنت (الإنجليزية)
- ديكي مور على موقع قاعدة بيانات الأفلام السويدية (السويدية)
- ديكي مور على موقع إن إن دي بي (الإنجليزية)
- ديكي مور على موقع قاعدة بيانات الفيلم (الإنجليزية)